# Farin Urlaub
Jan Vetter (født 27. oktober 1963 i Vestberlin), bedre kendt som Farin Urlaub (fra tysk Fahr in Urlaub! ("Gå på ferie!") pga. hans kærlighed til at rejse), er en tysk musiker og sangskriver og frontfiguren i det vesttyske punkrockband Die Ärzte. Hans kunstnernavn Farin Urlaub kommer af det tyske "Fahr in Urlaub" (Tag på ferie), som han har valgt at bruge som sit kunstnernavn pga. sin store forkærlighed for at rejse.